# Nowa Wieś (powiat otwocki)
Nowa Wieś – wieś sołecka w Polsce położona w województwie mazowieckim, w powiecie otwockim, w gminie Kołbiel.
| SIMC    | Nazwa                      | Rodzaj    |
| ------- | -------------------------- | --------- |
| 0674827 | Stara Wieś Trzecia-Kolonia | część wsi |

W latach 1975–1998 miejscowość należała administracyjnie do województwa siedleckiego.
Wierni Kościoła rzymskokatolickiego należą do parafii Świętej Trójcy w Kołbieli.